# زیردریایی یو-۴۵۲
زیردریایی یو-۴۵۲ (به انگلیسی: German submarine U-452) یک زیردریایی بود که طول آن ۶۷٫۱ متر (۲۲۰ فوت ۲ اینچ) بود. این زیردریایی در سال ۱۹۴۱ ساخته شد.